# 帕斯卡尔·巴雷
帕斯卡尔·巴雷（法語：Pascal Barré，1959年4月12日—），法国男子田径运动员，主攻短跑。他曾代表法国参加1980年夏季奥林匹克运动会田径比赛，获得男子4×100米接力铜牌。